# Lockheed YP-24
Die Lockheed YP-24 (auch Detroit-Lockheed P-24) war ein Jagdflugzeug des US-amerikanischen Herstellers Detroit-Lockheed, von dem lediglich ein Prototyp gebaut wurde. Das von Robert J. Woods konstruierte Muster war der einzige Entwurf, der vollständig von der Detroit-Lockheed Organisation erstellt wurde.

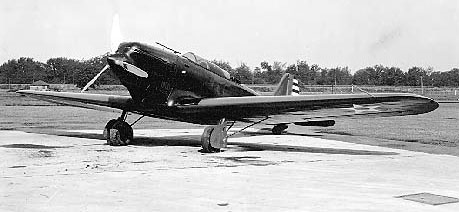
Die einzige gebaute YP-24

## Geschichte
Im Juli 1929 erwarb die Detroit Aircraft Corporation 87 % des Aktienkapitals der Lockheed Aircraft Company. Das in Michigan beheimatete Unternehmen Detroit hielt bereits Mehrheitsbeteiligungen an einer Vielzahl von Flugzeugherstellern und Zulieferern, unterhielt aber auch eine eigene Flugzeugproduktion. Detroit gliederte Lockheed als eigene Abteilung in die Holding ein, diese firmierte danach aber weiter in Burbank (Kalifornien) unter eigenem Namen als Lockheed Aircraft Corporation. In diesem bis 1932 bestehenden Konstrukt baute Lockheed, neben seinen bekannten Holzkonstruktionen (Vega, Sirius, Altair und Orion) auch neun Vegas und eine Sirius mit Metallrümpfen von Detroit. Mit der DL-1 Vega wurde auch eine Version mit Metallrumpf vollständig in Michigan gebaut.
Die guten Flugleistungen der Vega (Y1C-1 und Y1C-17) und der Altair (Y1C-23), insbesondere deren Höchstgeschwindigkeit, hatten das US Army Air Corps (USAAC) derart beeindruckt, dass es zum ersten Mal die Beschaffung eines Tiefdeckers mit einziehbarem Fahrwerk in Betracht zog. Die Finanzmittel des USAAC waren jedoch durch die Große Depression derart beschränkt, dass es keine Prototypen ordern konnte. Daraufhin entwickelte Detroit-Lockheed mit eigenen Mitteln den Prototyp für ein auf der Altair basierendes zweisitziges Jagdflugzeug. Die Besatzung bestand aus dem Piloten und einem dahinter, entgegen der Flugrichtung sitzenden MG-Schützen. Die Bewaffnung umfasste zwei durch den Propellerkreis schießende Bug-MG und ein schwenkbares MG, das durch den Bordschützen bedient wurde.
Anfangs trug das Muster die Wright-Field-Erprobungsbezeichnung XP-900 Im Frühjahr 1931 erfolgte die Montage in Detroit bei der Muttergesellschaft, wobei wieder die Kombination aus einem in Michigan gebauten Metallrumpf und in Burbank hergestellten Holztragflächen der Altair, zum Einsatz kam. In Detroit fand im Sommer 1931 die werkseitige Flugerprobung statt, wonach die XP-900 am 29. September 1931 zum Wright Field überführt wurde. Das USAAC kaufte die Maschine an und gab ihr die Dienstbezeichnung YP-24 (USAAC-Seriennummer 32-320). Vorgesehen als potentieller Ersatz für die Berliner-Joyce P-16, erwies sich die YP-24 als 64 km/h schneller als die ebenfalls zweisitzige P-16 und 32 km/h schneller als der Einsitzer Curtiss P-6E, dem damals wichtigsten Jagdflugzeug des USAAC.
Daraufhin vergab das US-Kriegsministerium einen Auftrag im Wert von 250.000 US-Dollar zur Produktion von fünf Y1P-24 Zweisitzerjagdflugzeugen und fünf Detroit-Lockheed Y1A-9 Luftnahunterstützungsflugzeugen. Letztere unterschieden sich von der YP-24 durch einen für niedrigere Flughöhen ausgelegten V-1570-27 und eine schwerere nach vorne feuernde MG-Bewaffnung sowie das Mitführen von Bomben. Am 19. Oktober 1931 ging der Prototyp der YP-24 verloren, nachdem der Pilot nach einem Fahrwerkversagen zum Absprung mit dem Fallschirm aufgefordert worden war.
Infolge der Great Depression in den USA, musste die Detroit Aircraft Corporation am 27. Oktober 1931 Konkurs anmelden und konnte den Bauauftrag des USAAC nicht mehr ausführen.

## Weiterentwicklung
Nachdem Robert Woods Detroit-Lockheed verlassen und sich Consolidated Aircraft angeschlossen hatte, entwickelte er das Konzept der P-24 weiter zur Ganzmetallkonstruktion Consolidated Y1P-25 mit einem V-1570-27-Motor. Dieses ebenfalls nur einmal gebaute Flugzeug diente als Prototyp für die Consolidated P-30/P-30A-Serie. Insgesamt baute Consolidated eine Y1P-25, fünf A-11 und 54 P-30/P-30A.

## Technische Daten
| Kenngröße             | Daten |
| --------------------- | --- |
| Besatzung             | 2 |
| Länge                 | 8,76 m |
| Spannweite            | 13,04 m |
| Höhe                  | 2,59 m |
| Flügelfläche          | 27,1 m² |
| Leermasse             | 1365 kg |
| max. Startmasse       | 1978 kg |
| Marschgeschwindigkeit | 346 km/h |
| Höchstgeschwindigkeit | 378 km/h |
| Anfängliche Steigrate | 555 m/min |
| Dienstgipfelhöhe      | 7620 m |
| Reichweite            | 895 km |
| Triebwerke            | 1 × Zwölfzylinder-V-Motor Curtiss Conqueror V-1570C (militärisch: V-1570-23) mit 600 PS                                    |
| Bewaffnung            | Zwei MG im Bug über dem Motor (ein MG 0.30 und ein MG 0.50), ein schwenkbares MG 0.30, das nach hinten oben feuern konnte. |